# Henckelia pycnantha
Henckelia pycnantha là một loài thực vật có hoa trong họ Tai voi (Gesneriaceae). Loài này có ở Vân Nam (Trung Quốc); được W.T.Wang mô tả khoa học đầu tiên năm 1997 dưới danh pháp Chirita pycnantha. Năm 2011, D.J.Middleton & Mich.Möller chuyển nó sang chi Henckelia